# Saison 2016-2017 des Bucks de Milwaukee
La saison 2016-2017 des Bucks de Milwaukee est la 49e saison de la franchise en NBA.

## Draft
| Tour | Choix | Joueur          | Poste | Nationalité   | Provenance               |
| ---- | ----- | --------------- | ----- | ------------- | ------------------------ |
| 1    | 10    | Thon Maker      | PF    | Soudan du Sud | Athlete Institute        |
| 2    | 36    | Malcolm Brogdon | SG    | États-Unis    | Cavaliers de la Virginie |

## Summer League
| Summer League Total: 1-4 |

| Match | Date match | Équipe              | Score   | Meilleur marqueur    | Meilleur rebondeur  | Meilleur passeur    | Lieux Spectateurs    | Série |
| ----- | ---------- | ------------------- | ------- | -------------------- | ------------------- | ------------------- | -------------------- | ----- |
| 1     | 8 juillet  | Cleveland           | V 81-75 | Terran Petteway (15) | Thon Maker (13)     | Julyan Stone (4)    | Cox Pavilion         | 1 - 0 |
| 2     | 10 juillet | NBA D-League Select | D 86-91 | Rashad Vaughn (24)   | Thon Maker (17)     | Brogdon, Vaughn (4) | Thomas & Mack Center | 1 - 1 |
| 3     | 11 juillet | Memphis             | D 81-85 | Terran Petteway (21) | Maker, Petteway (6) | Malcolm Brogdon (5) | Cox Pavilion         | 1 - 2 |
| 4     | 13 juillet | Dallas              | D 64-81 | Thon Maker (17)      | Joshua Smith (7)    | Malcolm Brogdon (5) | Cox Pavilion         | 1 - 3 |
| 5     | 15 juillet | Houston             | D 89-92 | Ra'Shad James (19)   | Thon Maker (9)      | Malcolm Brogdon (5) | Thomas & Mack Center | 1 - 4 |

## Pré-saison
| Pré-saison Total: 3-3 (Domicile : 2-1 ; Extérieur : 1-2) |

| Match | Date match | Équipe    | Score     | Meilleur marqueur         | Meilleur rebondeur           | Meilleur passeur               | Lieux Spectateurs          | Série |
| ----- | ---------- | --------- | --------- | ------------------------- | ---------------------------- | ------------------------------ | -------------------------- | ----- |
| 1     | 3 octobre  | @ Chicago | V 93-91   | Greg Monroe (15)          | Michael Carter-Williams (11) | Matthew Dellavedova (6)        | United Center              | 1 - 0 |
| 2     | 8 octobre  | Dallas    | V 88-74   | Jabari Parker (21)        | Michael Beasley (9)          | Malcolm Brogdon (6)            | Kohl Center                | 2 - 0 |
| 3     | 12 octobre | @ Indiana | D 83-101  | Yánnis Antetokoúnmpo (20) | John Henson (8)              | Yánnis Antetokoúnmpo (6)       | Bankers Life Fieldhouse    | 2 - 1 |
| 4     | 15 octobre | Chicago   | D 86-107  | Jabari Parker (21)        | Trois joueurs (6)            | Matthew Dellavedova (8)        | BMO Harris Bradley Center  | 2 - 2 |
| 5     | 17 octobre | @ Détroit | D 78-102  | Yánnis Antetokoúnmpo (21) | Greg Monroe (8)              | Antetokoúnmpo, Dellavedova (4) | The Palace of Auburn Hills | 2 - 3 |
| 6     | 19 octobre | Indiana   | V 111-103 | Yánnis Antetokoúnmpo (20) | Jabari Parker (10)           | Matthew Dellavedova (7)        | BMO Harris Bradley Center  | 3 - 3 |

## Saison régulière
| Saison régulière Total: 42-40 (Domicile : 23-18 ; Extérieur : 19-22) |

| Match | Date match | Équipe    | Score     | Meilleur marqueur         | Meilleur rebondeur        | Meilleur passeur           | Lieux Spectateurs          | Série |
| ----- | ---------- | --------- | --------- | ------------------------- | ------------------------- | -------------------------- | -------------------------- | ----- |
| 1     | 26 octobre | Charlotte | D 96-107  | Yánnis Antetokoúnmpo (31) | Greg Monroe (10)          | Antetokoúnmpo, Brogdon (5) | BMO Harris Bradley Center  | 0 - 1 |
| 2     | 29 octobre | Brooklyn  | V 110-108 | Rashad Vaughn (22)        | Yánnis Antetokoúnmpo (11) | Matthew Dellavedova (9)    | BMO Harris Bradley Center  | 1 - 1 |
| 3     | 30 octobre | @ Détroit | D 83-98   | Yánnis Antetokoúnmpo (17) | Yánnis Antetokoúnmpo (8)  | Yánnis Antetokoúnmpo (8)   | The Palace of Auburn Hills | 1 - 2 |

| Match | Date match   | Équipe        | Score        | Meilleur marqueur          | Meilleur rebondeur        | Meilleur passeur               | Lieux Spectateurs         | Série |
| ----- | ------------ | ------------- | ------------ | -------------------------- | ------------------------- | ------------------------------ | ------------------------- | ----- |
| 4     | 1er novembre | @ New Orleans | V 117-113    | Yánnis Antetokoúnmpo (24)  | Greg Monroe (11)          | Matthew Dellavedova (8)        | Smoothie King Center      | 2 - 2 |
| 5     | 2 novembre   | Indiana       | V 125-107    | Antetokoúnmpo, Parker (27) | Greg Monroe (16)          | Yánnis Antetokoúnmpo (9)       | BMO Harris Bradley Center | 3 - 2 |
| 6     | 5 novembre   | Sacramento    | V 117-91     | Mirza Teletović (22)       | Yánnis Antetokoúnmpo (8)  | Yánnis Antetokoúnmpo (7)       | BMO Harris Bradley Center | 4 - 2 |
| 7     | 6 novembre   | @ Dallas      | D 75-86 (OT) | Jabari Parker (16)         | Greg Monroe (12)          | Matthew Dellavedova (6)        | American Airlines Center  | 4 - 3 |
| 8     | 10 novembre  | New Orleans   | D 106-112    | Jabari Parker (33)         | Yánnis Antetokoúnmpo (10) | Matthew Dellavedova (12)       | BMO Harris Bradley Center | 4 - 4 |
| 9     | 12 novembre  | Memphis       | V 106-96     | Yánnis Antetokoúnmpo (27)  | John Henson (7)           | Yánnis Antetokoúnmpo (5)       | BMO Harris Bradley Center | 5 - 4 |
| 10    | 16 novembre  | @ Atlanta     | D 100-107    | Yánnis Antetokoúnmpo (26)  | Yánnis Antetokoúnmpo (15) | Antetokoúnmpo, Dellavedova (7) | Philips Arena             | 5 - 5 |
| 11    | 17 novembre  | @ Miami       | D 73-96      | Antetokoúnmpo, Snell (14)  | Michael Beasley (10)      | Matthew Dellavedova (9)        | American Airlines Arena   | 5 - 6 |
| 12    | 19 novembre  | Golden State  | D 121-124    | Yánnis Antetokoúnmpo (30)  | Henson, Snell (6)         | Yánnis Antetokoúnmpo (6)       | BMO Harris Bradley Center | 5 - 7 |
| 13    | 21 novembre  | Orlando       | V 93-89      | Jabari Parker (22)         | Yánnis Antetokoúnmpo (10) | Yánnis Antetokoúnmpo (10)      | BMO Harris Bradley Center | 6 - 7 |
| 14    | 25 novembre  | Toronto       | D 99-105     | Yánnis Antetokoúnmpo (29)  | Greg Monroe (10)          | Yánnis Antetokoúnmpo (11)      | BMO Harris Bradley Center | 6 - 8 |
| 15    | 27 novembre  | @ Orlando     | V 104-96     | John Henson (20)           | Yánnis Antetokoúnmpo (9)  | Matthew Dellavedova (8)        | Amway Center              | 7 - 8 |
| 16    | 29 novembre  | Cleveland     | V 118-101    | Yánnis Antetokoúnmpo (34)  | Yánnis Antetokoúnmpo (12) | Matthew Dellavedova (7)        | BMO Harris Bradley Center | 8 - 8 |

| Match | Date match   | Équipe       | Score          | Meilleur marqueur         | Meilleur rebondeur           | Meilleur passeur               | Lieux Spectateurs          | Série   |
| ----- | ------------ | ------------ | -------------- | ------------------------- | ---------------------------- | ------------------------------ | -------------------------- | ------- |
| 17    | 1er décembre | @ Brooklyn   | V 111-93       | Yánnis Antetokoúnmpo (23) | Antetokoúnmpo, Henson (8)    | Yánnis Antetokoúnmpo (8)       | Barclays Center            | 9 - 8   |
| 18    | 3 décembre   | Brooklyn     | V 112-103      | John Henson (20)          | Yánnis Antetokoúnmpo (10)    | Antetokoúnmpo, Dellavedova (6) | BMO Harris Bradley Center  | 10 - 8  |
| 19    | 5 décembre   | San Antonio  | D 96-97        | Jabari Parker (23)        | Greg Monroe (13)             | Malcolm Brogdon (5)            | BMO Harris Bradley Center  | 10 - 9  |
| 20    | 7 décembre   | Portland     | V 115-107      | Jabari Parker (27)        | Yánnis Antetokoúnmpo (12)    | Yánnis Antetokoúnmpo (11)      | BMO Harris Bradley Center  | 11 - 9  |
| 21    | 9 décembre   | Atlanta      | D 110-114      | Jabari Parker (27)        | Quatre joueurs (6)           | Greg Monroe (5)                | BMO Harris Bradley Center  | 11 - 10 |
| 22    | 10 décembre  | @ Washington | D 105-110      | Yánnis Antetokoúnmpo (28) | Yánnis Antetokoúnmpo (13)    | Yánnis Antetokoúnmpo (7)       | Verizon Center             | 11 - 11 |
| 23    | 12 décembre  | @ Toronto    | D 100-122      | Yánnis Antetokoúnmpo (30) | Antetokoúnmpo, Teletović (8) | Matthew Dellavedova (10)       | Centre Air Canada          | 11 - 12 |
| 24    | 15 décembre  | Chicago      | V 108-97       | Yánnis Antetokoúnmpo (30) | Yánnis Antetokoúnmpo (14)    | Matthew Dellavedova (9)        | BMO Harris Bradley Center  | 12 - 12 |
| 25    | 16 décembre  | @ Chicago    | V 95-69        | Yánnis Antetokoúnmpo (22) | Greg Monroe (12)             | Yánnis Antetokoúnmpo (11)      | United Center              | 13 - 12 |
| 26    | 20 décembre  | Cleveland    | D 108-114 (OT) | Jabari Parker (30)        | Yánnis Antetokoúnmpo (13)    | Dellavedova, Brogdon (5)       | BMO Harris Bradley Center  | 13 - 13 |
| 27    | 21 décembre  | @ Cleveland  | D 102-113      | Yánnis Antetokoúnmpo (28) | John Henson (8)              | Malcolm Brogdon (7)            | Quicken Loans Arena        | 13 - 14 |
| 28    | 23 décembre  | Washington   | V 123-96       | Yánnis Antetokoúnmpo (39) | Greg Monroe (11)             | Malcolm Brogdon (7)            | BMO Harris Bradley Center  | 14 - 14 |
| 29    | 26 décembre  | @ Washington | D 102-107      | Yánnis Antetokoúnmpo (22) | Yánnis Antetokoúnmpo (12)    | Matthew Dellavedova (11)       | Verizon Center             | 14 - 15 |
| 30    | 28 décembre  | @ Détroit    | V 119-94       | Jabari Parker (31)        | Jabari Parker (9)            | Antetokoúnmpo, Brogdon (8)     | The Palace of Auburn Hills | 15 - 15 |
| 31    | 30 décembre  | @ Minnesota  | D 99-116       | Yánnis Antetokoúnmpo (25) | Yánnis Antetokoúnmpo (7)     | Yánnis Antetokoúnmpo (5)       | Target Center              | 15 - 16 |
| 32    | 31 décembre  | @ Chicago    | V 116-96       | Yánnis Antetokoúnmpo (35) | Greg Monroe (12)             | Malcolm Brogdon (12)           | United Center              | 16 - 16 |

| Match | Date match | Équipe        | Score          | Meilleur marqueur          | Meilleur rebondeur         | Meilleur passeur               | Lieux Spectateurs         | Série   |
| ----- | ---------- | ------------- | -------------- | -------------------------- | -------------------------- | ------------------------------ | ------------------------- | ------- |
| 33    | 2 janvier  | Oklahoma City | V 98-94        | Yánnis Antetokoúnmpo (26)  | Yánnis Antetokoúnmpo (10)  | Antetokoúnmpo, Brogdon (5)     | BMO Harris Bradley Center | 17 - 16 |
| 34    | 4 janvier  | @ New York    | V 105-104      | Yánnis Antetokoúnmpo (27)  | Yánnis Antetokoúnmpo (13)  | Malcolm Brogdon (8)            | Madison Square Garden     | 18 - 16 |
| 35    | 6 janvier  | New York      | D 111-116      | Antetokoúnmpo, Parker (25) | Greg Monroe (7)            | Trois joueurs (5)              | BMO Harris Bradley Center | 18 - 17 |
| 36    | 8 janvier  | Washington    | D 101-107      | Jabari Parker (28)         | Greg Monroe (12)           | Jabari Parker (7)              | BMO Harris Bradley Center | 18 - 18 |
| 37    | 10 janvier | @ San Antonio | V 109-107      | Michael Beasley (28)       | Greg Monroe (9)            | Malcolm Brogdon (6)            | AT&T Center               | 19 - 18 |
| 38    | 13 janvier | Miami         | V 116-108      | Jabari Parker (24)         | Greg Monroe (11)           | Matthew Dellavedova (8)        | BMO Harris Bradley Center | 20 - 18 |
| 39    | 15 janvier | @ Atlanta     | D 98-111       | Giánnis Antetokoúnmpo (33) | Jabari Parker (10)         | Jabari Parker (9)              | Philips Arena             | 20 - 19 |
| 40    | 16 janvier | Philadelphie  | D 104-113      | Antetokoúnmpo, Parker (23) | Trois joueurs (6)          | Malcolm Brogdon (6)            | BMO Harris Bradley Center | 20 - 20 |
| 41    | 18 janvier | @ Houston     | D 92-111       | Giánnis Antetokoúnmpo (32) | Giánnis Antetokoúnmpo (11) | Malcolm Brogdon (8)            | Toyota Center             | 20 - 21 |
| 42    | 20 janvier | @ Orlando     | D 96-112       | Jabari Parker (25)         | Giánnis Antetokoúnmpo (14) | Jabari Parker (6)              | Amway Center              | 20 - 22 |
| 43    | 21 janvier | @ Miami       | D 97-109       | Giánnis Antetokoúnmpo (24) | Giánnis Antetokoúnmpo (10) | Matthew Dellavedova (7)        | American Airlines Arena   | 20 - 23 |
| 44    | 23 janvier | Houston       | V 127-114      | Giánnis Antetokoúnmpo (31) | Greg Monroe (10)           | Malcolm Brogdon (9)            | BMO Harris Bradley Center | 21 - 23 |
| 45    | 25 janvier | Philadelphie  | D 109-114      | Greg Monroe (28)           | Giánnis Antetokoúnmpo (12) | Malcolm Brogdon (7)            | BMO Harris Bradley Center | 21 - 24 |
| 46    | 27 janvier | @ Toronto     | D 86-102       | Jabari Parker (21)         | Jabari Parker (13)         | Giánnis Antetokoúnmpo (8)      | Centre Air Canada         | 21 - 25 |
| 47    | 28 janvier | Boston        | D 108-112 (OT) | Giánnis Antetokoúnmpo (21) | Greg Monroe (13)           | Antetokoúnmpo, Dellavedova (6) | BMO Harris Bradley Center | 21 - 26 |

| Match               | Date match  | Équipe       | Score     | Meilleur marqueur          | Meilleur rebondeur         | Meilleur passeur             | Lieux Spectateurs          | Série   |
| ------------------- | ----------- | ------------ | --------- | -------------------------- | -------------------------- | ---------------------------- | -------------------------- | ------- |
| 48                  | 1er février | @ Utah       | D 88-104  | Jabari Parker (17)         | Parker, Snell (7)          | Matthew Dellavedova (7)      | Vivint Smart Home Arena    | 21 - 27 |
| 49                  | 3 février   | @ Denver     | D 117-121 | Jabari Parker (27)         | Jabari Parker (11)         | Matthew Dellavedova (12)     | Pepsi Center               | 21 - 28 |
| 50                  | 4 février   | @ Phoenix    | V 137-112 | Giánnis Antetokoúnmpo (30) | Giánnis Antetokoúnmpo (12) | Malcolm Brogdon (8)          | Talking Stick Resort Arena | 22 - 28 |
| 51                  | 8 février   | Miami        | D 88-106  | Giánnis Antetokoúnmpo (22) | Giánnis Antetokoúnmpo (8)  | Malcolm Brogdon (6)          | BMO Harris Bradley Center  | 22 - 29 |
| 52                  | 10 février  | L. A. Lakers | D 114-122 | Giánnis Antetokoúnmpo (41) | Giánnis Antetokoúnmpo (8)  | Antetokoúnmpo, Middleton (6) | BMO Harris Bradley Center  | 22 - 30 |
| 53                  | 11 février  | @ Indiana    | V 116-100 | Giánnis Antetokoúnmpo (20) | Antetokoúnmpo, Monroe (8)  | Giánnis Antetokoúnmpo (10)   | Bankers Life Fieldhouse    | 23 - 30 |
| 54                  | 13 février  | Détroit      | V 102-89  | Greg Monroe (25)           | Greg Monroe (13)           | Giánnis Antetokoúnmpo (6)    | BMO Harris Bradley Center  | 24 - 30 |
| 55                  | 15 février  | @ Brooklyn   | V 129-125 | Giánnis Antetokoúnmpo (33) | Giánnis Antetokoúnmpo (9)  | Khris Middleton (7)          | Barclays Center            | 25 - 30 |
| All-Star Break 2017 |             |              |           |                            |                            |                              |                            |         |
| 56                  | 24 février  | Utah         | D 95-109  | Giánnis Antetokoúnmpo (33) | Giánnis Antetokoúnmpo (12) | Matthew Dellavedova (6)      | BMO Harris Bradley Center  | 25 - 31 |
| 57                  | 26 février  | Phoenix      | V 100-96  | Giánnis Antetokoúnmpo (28) | Antetokoúnmpo, Monroe (8)  | Malcolm Brogdon (7)          | BMO Harris Bradley Center  | 26 - 31 |
| 58                  | 27 février  | @ Cleveland  | D 95-102  | Malcolm Brogdon (20)       | Giánnis Antetokoúnmpo (7)  | Giánnis Antetokoúnmpo (8)    | Quicken Loans Arena        | 26 - 32 |

| Match | Date match | Équipe           | Score          | Meilleur marqueur             | Meilleur rebondeur         | Meilleur passeur               | Lieux Spectateurs         | Série   |
| ----- | ---------- | ---------------- | -------------- | ----------------------------- | -------------------------- | ------------------------------ | ------------------------- | ------- |
| 59    | 1er mars   | Denver           | D 98-110       | Khris Middleton (21)          | Antetokoúnmpo, Monroe (9)  | Greg Monroe (6)                | BMO Harris Bradley Center | 26 - 33 |
| 60    | 3 mars     | L. A. Clippers   | V 112-101      | Antetokoúnmpo, Monroe (24)    | Antetokoúnmpo, Monroe (5)  | Khris Middleton (9)            | BMO Harris Bradley Center | 27 - 33 |
| 61    | 4 mars     | Toronto          | V 101-94       | Khris Middleton (24)          | Giánnis Antetokoúnmpo (10) | Giánnis Antetokoúnmpo (4)      | BMO Harris Bradley Center | 28 - 33 |
| 62    | 6 mars     | @ Philadelphie   | V 112-98       | Giánnis Antetokoúnmpo (24)    | Giánnis Antetokoúnmpo (8)  | Khris Middleton (8)            | Wells Fargo Center        | 29 - 33 |
| 63    | 8 mars     | New York         | V 104-93       | Giánnis Antetokoúnmpo (32)    | Giánnis Antetokoúnmpo (13) | Giánnis Antetokoúnmpo (7)      | BMO Harris Bradley Center | 30 - 33 |
| 64    | 10 mars    | Indiana          | V 99-85        | Antetokoúnmpo, Middleton (21) | Giánnis Antetokoúnmpo (8)  | Giánnis Antetokoúnmpo (5)      | BMO Harris Bradley Center | 31 - 33 |
| 65    | 11 mars    | Minnesota        | V 102-95       | Tony Snell (19)               | Khris Middleton (8)        | Giánnis Antetokoúnmpo (7)      | BMO Harris Bradley Center | 32 - 33 |
| 66    | 13 mars    | @ Memphis        | D 93-113       | Giánnis Antetokoúnmpo (18)    | Trois joueurs (5)          | Malcolm Brogdon (8)            | FedExForum                | 32 - 34 |
| 67    | 15 mars    | @ L. A. Clippers | V 97-96        | Middleton, Antetokoúnmpo (16) | Middleton, Henson (7)      | Antetokoúnmpo, Brogdon (5)     | Staples Center            | 33 - 34 |
| 68    | 17 mars    | @ L. A. Lakers   | V 107-103      | Khris Middleton (30)          | John Henson (9)            | Antetokoúnmpo, Dellavedova (5) | Staples Center            | 34 - 34 |
| 69    | 18 mars    | @ Golden State   | D 92-117       | Malcolm Brogdon (18)          | Greg Monroe (7)            | Khris Middleton (5)            | Oracle Arena              | 34 - 35 |
| 70    | 21 mars    | @ Portland       | V 93-90        | Khris Middleton (26)          | Greg Monroe (9)            | Malcolm Brogdon (4)            | Moda Center               | 35 - 35 |
| 71    | 22 mars    | @ Sacramento     | V 116-98       | Giánnis Antetokoúnmpo (32)    | Giánnis Antetokoúnmpo (13) | Giánnis Antetokoúnmpo (6)      | Golden 1 Center           | 36 - 35 |
| 72    | 24 mars    | Atlanta          | V 100-97       | Giánnis Antetokoúnmpo (34)    | Giánnis Antetokoúnmpo (13) | Malcolm Brogdon (7)            | BMO Harris Bradley Center | 37 - 35 |
| 73    | 26 mars    | Chicago          | D 94-109       | Giánnis Antetokoúnmpo (22)    | Giánnis Antetokoúnmpo (8)  | Trois joueurs (4)              | BMO Harris Bradley Center | 37 - 36 |
| 74    | 28 mars    | @ Charlotte      | V 118-108      | Tony Snell (26)               | Antetokoúnmpo, Monroe (8)  | Malcolm Brogdon (10)           | Time Warner Cable Arena   | 38 - 36 |
| 75    | 29 mars    | @ Boston         | V 103-100      | Giánnis Antetokoúnmpo (22)    | Giánnis Antetokoúnmpo (9)  | Malcolm Brogdon (9)            | TD Garden                 | 39 - 36 |
| 76    | 31 mars    | Détroit          | V 108-105 (OT) | Giánnis Antetokoúnmpo (28)    | Giánnis Antetokoúnmpo (14) | Giánnis Antetokoúnmpo (9)      | BMO Harris Bradley Center | 40 - 36 |

| Match | Date match | Équipe          | Score     | Meilleur marqueur          | Meilleur rebondeur         | Meilleur passeur           | Lieux Spectateurs         | Série   |
| ----- | ---------- | --------------- | --------- | -------------------------- | -------------------------- | -------------------------- | ------------------------- | ------- |
| 77    | 2 avril    | Dallas          | D 105-109 | Giánnis Antetokoúnmpo (31) | Giánnis Antetokoúnmpo (15) | Giánnis Antetokoúnmpo (9)  | BMO Harris Bradley Center | 40 - 37 |
| 78    | 4 avril    | @ Oklahoma City | D 79-110  | Michael Beasley (14)       | Giánnis Antetokoúnmpo (10) | Giánnis Antetokoúnmpo (4)  | Chesapeake Energy Arena   | 40 - 38 |
| 79    | 6 avril    | @ Indiana       | D 89-104  | Giánnis Antetokoúnmpo (25) | Giánnis Antetokoúnmpo (7)  | Giánnis Antetokoúnmpo (6)  | Bankers Life Fieldhouse   | 40 - 39 |
| 80    | 8 avril    | @ Philadelphie  | V 90-82   | Giánnis Antetokoúnmpo (20) | Giánnis Antetokoúnmpo (10) | Giánnis Antetokoúnmpo (6)  | Wells Fargo Center        | 41 - 39 |
| 81    | 10 avril   | Charlotte       | V 89-79   | Monroe, Snell (16)         | Giánnis Antetokoúnmpo (11) | Giánnis Antetokoúnmpo (10) | BMO Harris Bradley Center | 42 - 39 |
| 82    | 12 avril   | @ Boston        | D 94-112  | Beasley, Hawes (15)        | Gary Payton II (7)         | Gary Payton II (5)         | TD Garden                 | 42 - 40 |

## Playoffs
| Playoffs Total: 2-4 (Domicile : 1-2 ; Extérieur : 1-2) |

| Match | Date match | Équipe    | Score     | Meilleur marqueur          | Meilleur rebondeur         | Meilleur passeur          | Lieux Spectateurs         | Série |
| ----- | ---------- | --------- | --------- | -------------------------- | -------------------------- | ------------------------- | ------------------------- | ----- |
| 1     | 15 avril   | @ Toronto | V 97-83   | Giánnis Antetokoúnmpo (28) | Greg Monroe (15)           | Khris Middleton (8)       | Air Canada Centre         | 1 - 0 |
| 2     | 18 avril   | @ Toronto | D 100-106 | Giánnis Antetokoúnmpo (24) | Giánnis Antetokoúnmpo (15) | Giánnis Antetokoúnmpo (7) | Air Canada Centre         | 1 - 1 |
| 3     | 20 avril   | Toronto   | V 104-77  | Khris Middleton (20)       | Giánnis Antetokoúnmpo (8)  | Malcolm Brogdon (9)       | BMO Harris Bradley Center | 2 - 1 |
| 4     | 22 avril   | Toronto   | D 76-87   | Tony Snell (19)            | Khris Middleton (11)       | Giánnis Antetokoúnmpo (4) | BMO Harris Bradley Center | 2 - 2 |
| 5     | 24 avril   | @ Toronto | D 93-118  | Giánnis Antetokoúnmpo (30) | Giánnis Antetokoúnmpo (9)  | Khris Middleton (6)       | Air Canada Centre         | 2 - 3 |
| 6     | 27 avril   | Toronto   | D 89-92   | Giánnis Antetokoúnmpo (34) | Giánnis Antetokoúnmpo (9)  | Khris Middleton (5)       | BMO Harris Bradley Center | 2 - 4 |

## Confrontations
| Conférence Est      | Conférence Est                               | Conférence Est                               | Conférence Est                               | Conférence Est                               | Conférence Ouest                             | Conférence Ouest                             | Conférence Ouest                             |
| Division Atlantique | Division Atlantique                          | Division Atlantique                          | Division Atlantique                          | Division Atlantique                          | Division Nord-Ouest                          | Division Nord-Ouest                          | Division Nord-Ouest                          |
| Équipe              | Domicile                                     | Domicile                                     | Extérieur                                    | Extérieur                                    | Équipe                                       | Domicile                                     | Extérieur                                    |
| ------------------- | -------------------------------------------- | -------------------------------------------- | -------------------------------------------- | -------------------------------------------- | -------------------------------------------- | -------------------------------------------- | -------------------------------------------- |
| Boston              | 108-112 (OT)                                 |                                              | 103-100                                      |                                              | Denver                                       | 98-110                                       | 117-121                                      |
| Brooklyn            | 110-108                                      | 112-103                                      | 111-93                                       | 129-125                                      | Minnesota                                    | 102-95                                       | 99-116                                       |
| New York            | 111-116                                      | 104-93                                       | 105-104                                      |                                              | Oklahoma City                                | 98-94                                        | 79-110                                       |
| Philadelphie        | 104-113                                      | 109-114                                      | 112-98                                       | 90-82                                        | Portland                                     | 115-107                                      | 93-90                                        |
| Toronto             | 99-105                                       | 101-94                                       | 100-122                                      | 86-102                                       | Utah                                         | 95-109                                       | 88-104                                       |
|                     | 4–5                                          | 4–5                                          | 6–2                                          | 6–2                                          |                                              | 3–2                                          | 1–4                                          |
| Division            | 10–7                                         | 10–7                                         | 10–7                                         | 10–7                                         | Division                                     | 4–6                                          | 4–6                                          |
| Division Centrale   | Division Centrale                            | Division Centrale                            | Division Centrale                            | Division Centrale                            | Division Pacifique                           | Division Pacifique                           | Division Pacifique                           |
| Équipe              | Domicile                                     | Domicile                                     | Extérieur                                    | Extérieur                                    | Équipe                                       | Domicile                                     | Extérieur                                    |
| Chicago             | 108-97                                       | 94-109                                       | 95-69                                        | 116-96                                       | Golden State                                 | 121-124                                      | 92-117                                       |
| Cleveland           | 118-101                                      | 108-114 (OT)                                 | 102-113                                      | 95-102                                       | L.A. Clippers                                | 112-101                                      | 97-96                                        |
| Detroit             | 102-89                                       | 108-105 (OT)                                 | 83-98                                        | 119-94                                       | L.A. Lakers                                  | 114-122                                      | 107-103                                      |
| Indiana             | 125-107                                      | 99-85                                        | 116-100                                      | 89-104                                       | Phoenix                                      | 100-96                                       | 137-112                                      |
|                     |                                              |                                              |                                              |                                              | Sacramento                                   | 117-91                                       | 116-98                                       |
|                     | 6–2                                          | 6–2                                          | 4–4                                          | 4–4                                          |                                              | 3–2                                          | 4–1                                          |
| Division            | 10–6                                         | 10–6                                         | 10–6                                         | 10–6                                         | Division                                     | 7–3                                          | 7–3                                          |
| Division Sud-Est    | Division Sud-Est                             | Division Sud-Est                             | Division Sud-Est                             | Division Sud-Est                             | Division Sud-Ouest                           | Division Sud-Ouest                           | Division Sud-Ouest                           |
| Équipe              | Domicile                                     | Domicile                                     | Extérieur                                    | Extérieur                                    | Équipe                                       | Domicile                                     | Extérieur                                    |
| Atlanta             | 110-114                                      | 100-97                                       | 100-107                                      | 98-111                                       | Dallas                                       | 105-109                                      | 75-86 (OT)                                   |
| Charlotte           | 96-107                                       | 89-79                                        | 118-108                                      |                                              | Houston                                      | 127-114                                      | 92-111                                       |
| Miami               | 116-108                                      | 88-106                                       | 73-96                                        | 97-109                                       | Memphis                                      | 106-96                                       | 93-113                                       |
| Orlando             | 93-89                                        |                                              | 104-96                                       | 96-112                                       | La Nouvelle-Orléans                          | 103-112                                      | 117-113                                      |
| Washington          | 123-96                                       | 101-107                                      | 105-110                                      | 102-107                                      | San Antonio                                  | 96-97                                        | 109-107                                      |
|                     | 5–4                                          | 5–4                                          | 2–7                                          | 2–7                                          |                                              | 2–3                                          | 2–3                                          |
| Division            | 7–11                                         | 7–11                                         | 7–11                                         | 7–11                                         | Division                                     | 4–6                                          | 4–6                                          |
| Conférence          | 27–24 (Domicile : 15–11 ; Extérieur : 12–13) | 27–24 (Domicile : 15–11 ; Extérieur : 12–13) | 27–24 (Domicile : 15–11 ; Extérieur : 12–13) | 27–24 (Domicile : 15–11 ; Extérieur : 12–13) | Conférence                                   | 15–15 (Domicile : 8–8 ; Extérieur : 7–8)     | 15–15 (Domicile : 8–8 ; Extérieur : 7–8)     |
| Total               | 42–39 (Domicile : 23–18 ; Extérieur : 19–21) | 42–39 (Domicile : 23–18 ; Extérieur : 19–21) | 42–39 (Domicile : 23–18 ; Extérieur : 19–21) | 42–39 (Domicile : 23–18 ; Extérieur : 19–21) | 42–39 (Domicile : 23–18 ; Extérieur : 19–21) | 42–39 (Domicile : 23–18 ; Extérieur : 19–21) | 42–39 (Domicile : 23–18 ; Extérieur : 19–21) |

## Effectif actuel
| Bucks de Milwaukee Effectif actuel |    |                                  |                      |                      |
| Entraîneur : Jason Kidd            |    |                                  |                      |                      |
| Ailier                             | 34 | Drapeau de la Grèce              | Yánnis Antetokoúnmpo | Grèce                |
| Ailier                             | 9  | Drapeau des États-Unis           | Michael Beasley      | Kansas State         |
| Arrière                            | 13 | Drapeau des États-Unis           | Malcolm Brogdon      | Virginia             |
| Meneur, Arrière                    | 8  | Drapeau de l'Australie           | Matthew Dellavedova  | Saint Mary's         |
| Ailier fort                        | 31 | Drapeau des États-Unis           | John Henson          | North Carolina       |
| Ailier fort, Pivot                 | 7  | Drapeau du Soudan du Sud         | Thon Maker           | Orangeville Prep     |
| Ailier                             | 22 | Drapeau des États-Unis           | Khris Middleton      | Texas A&M            |
| Pivot, Ailier fort                 | 15 | Drapeau des États-Unis           | Greg Monroe          | Georgetown           |
| Ailier, Ailier fort                | 6  | Drapeau des États-Unis           | Steve Novak          | Marquette            |
| Ailier                             | 12 | Drapeau des États-Unis           | Jabari Parker        | Duke                 |
| Pivot, Ailier fort                 | 18 | Drapeau des États-Unis           | Miles Plumlee        | Duke                 |
| Ailier                             | 21 | Drapeau des États-Unis           | Tony Snell           | New Mexico           |
| Ailier fort                        | 35 | Drapeau de la Bosnie-Herzégovine | Mirza Teletović      | Caja Laboral Vitoria |
| Meneur, Arrière                    | 3  | Drapeau des États-Unis           | Jason Terry          | Arizona              |
| Arrière                            | 20 | Drapeau des États-Unis           | Rashad Vaughn        | Nevada-Las Vegas     |
| (C) - Capitaine - Blessé           |    |                                  |                      |                      |

## Contrats et salaires 2016-2017
| Joueur               | Poste          | Âge            | Exp            | Contrat                 | Salaire 2015-2016 | Fin du contrat |
| -------------------- | -------------- | -------------- | -------------- | ----------------------- | ----------------- | -------------- |
| Joueurs actuels      |                |                |                |                         |                   |                |
| Yánnis Antetokoúnmpo | SF             | 21             | 3              | 100 000 000 $ sur 4 ans | 2 995 421 $       | 2017 $         |
| Michael Beasley      | SF             | 27             | 8              | 1 710 138 $ sur 2 ans   | 1 403 611 $       | 2017           |
| Malcolm Brogdon      | SG             | 23             | 0              | 2 930 511 $ sur 3 ans   | 925 000 $         | 2019           |
| Matthew Dellavedova  | SG             | 26             | 3              | 38 430 000 $ sur 4 ans  | 9 607 500 $       | 2020           |
| John Henson          | PF             | 25             | 4              | 48 000 000 $ sur 4 ans  | 12 267 606 $      | 2020           |
| Thon Maker           | PF             | 19             | 0              | 5 252 760 $ sur 2 ans   | 2 568 600 $       | 2020           |
| Khris Middleton      | SF             | 25             | 4              | 70 000 000 $ sur 5 ans  | 15 200 000 $      | 2020           |
| Greg Monroe          | C              | 26             | 6              | 51 437 513 $ sur 3 ans  | 17 145 838 $      | 2018           |
| Steve Novak          | SF             | 33             | 10             | 1 551 659 $ sur 1 an    | 980 431 $         | 2017           |
| Jabari Parker        | SF             | 21             | 2              | 22 239 712 $ sur 3 ans  | 5 374 320 $       | 2018           |
| Miles Plumlee        | C              | 28             | 4              | 50 000 000 $ sur 4 ans  | 12 500 000 $      | 2020           |
| Tony Snell           | SF             | 24             | 3              | 6 785 647 $ sur 4 ans   | 2 368 327 $       | 2017           |
| Mirza Teletović      | PF             | 31             | 4              | 31 500 000 $ sur 3 ans  | 10 500 000 $      | 2019           |
| Jason Terry          | SG             | 39             | 17             | 1 551 659 $ sur 1 an    | 980 431 $         | 2017           |
| Rashad Vaughn        | SG             | 20             | 1              | 3 544 080 $ sur 3 ans   | 1 811 040 $       | 2019           |
| Total salaire        | Total salaire  | Total salaire  | Total salaire  | Total salaire           | 96 628 125 $      | -              |
| Joueurs coupés       | Joueurs coupés | Joueurs coupés | Joueurs coupés | Joueurs coupés          | 1 865 546 $       | -              |
|                      |                |                |                |                         |                   |                |
| Total                | Total          | Total          | Total          | Total                   | 98 493 671 $      | Différence     |
| Salary Cap           | Salary Cap     | Salary Cap     | Salary Cap     | Salary Cap              | 94 143 000 $      | - 4 350 671 $  |
| Luxury Tax           | Luxury Tax     | Luxury Tax     | Luxury Tax     | Luxury Tax              | 113 287 000 $     | 14 793 329 $   |

- 2017 = Joueur agent libre en fin de saison.
- 2017 = Joueur agent libre restreint en fin de saison.
- 2017 $ = Le joueur a signé un nouveau contrat à l'issue de la saison.

## Transferts

### Échanges
| Juin              | Juin                                                                                                 | Juin                                                           | Juin                   |
| ----------------- | --- | -------------------------------------------------------------- | ---------------------- |
| 24 juin 2016      | Échange à deux équipes                                                                               | Échange à deux équipes                                         | Échange à deux équipes |
| 24 juin 2016      | Vers Warriors de Golden State - Droits sur le 38e choix de la Draft 2016 : Patrick McCaw             | Vers Bucks de Milwaukee - Compensation financière              | [ 2 ]                  |
| Juillet           | |                                                                |                        |
| 7 juillet 2016    | Échange à deux équipes                                                                               | Échange à deux équipes                                         | Échange à deux équipes |
| 7 juillet 2016    | Vers Cavaliers de Cleveland - Droits sur Albert Miralles - Compensation financière - trade exception | Vers Bucks de Milwaukee - Matthew Dellavedova (Sign and trade) | [ 3 ]                  |
| Septembre         | |                                                                |                        |
| 22 septembre 2016 | Échange à deux équipes                                                                               | Échange à deux équipes                                         | Échange à deux équipes |
| 22 septembre 2016 | Vers Rockets de Houston - Tyler Ennis                                                                | Vers Bucks de Milwaukee - Michael Beasley                      | [ 4 ]                  |
| Octobre           | |                                                                |                        |
| 17 octobre 2016   | Échange à deux équipes                                                                               | Échange à deux équipes                                         | Échange à deux équipes |
| 17 octobre 2016   | Vers Bulls de Chicago - Michael Carter-Williams                                                      | Vers Bucks de Milwaukee - Tony Snell                           | [ 5 ]                  |

### Arrivées
| Joueur              | Contrat                           | Provenance             | Référence |
| ------------------- | --------------------------------- | ---------------------- | --------- |
| Matthew Dellavedova | Contrat de 38 400 000 $ sur 4 ans | Cavaliers de Cleveland | [ 6 ]     |
| Mirza Teletović     | Contrat de 30 000 000 $ sur 3 ans | Suns de Phoenix        | [ 7 ]     |

### Départs
| Joueur              | Raison départ                  | Nouvelle équipe ¹     | Référence |
| ------------------- | ------------------------------ | --------------------- | --------- |
| Jerryd Bayless      | Agent libre                    | 76ers de Philadelphie | [ 8 ]     |
| Damien Inglis       | Libéré                         | -                     | [ 9 ]     |
| O. J. Mayo          | Suspendu deux ans par la ligue | -                     | [ 10 ]    |
| Johnny O'Bryant III | Libéré                         | -                     | [ 9 ]     |
| Greivis Vásquez     | Agent libre                    | Nets de Brooklyn      | [ 11 ]    |

¹ Il s'agit de l’équipe pour laquelle le joueur a signé après son départ, il a pu entre-temps changer d'équipe ou encore de pays.